# Aeroportul Searle
Aeroportul Searle (IATA: OGA, ICAO: KOGA, FAA LID: OGA) este un aeroport din Nebraska, Statele Unite ale Americii.
Situat la o altitudine de 999,4392 m, aeroportul dispune de o singură pistă.